# Cret kod Klepine dulibe
Cret kod Klepine dulibe este o arie protejată (sit de importanță comunitară — SCI) din Croația întinsă pe o suprafață de 7,36 ha, integral pe uscat.

## Localizare
Centrul sitului Cret kod Klepine dulibe este situat la coordonatele 44°40′49″N 15°03′55″E / 44.680265°N 15.065214°E.

## Înființare
Situl Cret kod Klepine dulibe a fost declarat sit de importanță comunitară în iulie 2013 pentru a proteja 1 specie de plante.

## Biodiversitate
Situată în ecoregiunea alpină, aria protejată conține 1 habitat natural: Mlaștini împădurite.
La baza desemnării sitului se află o specie protejată de  plante: Eleocharis carniolica.